# Comuna Slătioara, Olt
Slătioara este o comună în județul Olt, Oltenia, România, formată din satele Salcia și Slătioara (reședința).

## Demografie
Componența etnică a comunei Slătioara
     Români (96,46%)
     Alte etnii (0,1%)
     Necunoscută (3,43%)
Componența confesională a comunei Slătioara
     Ortodocși (95,4%)
     Alte religii (0,38%)
     Necunoscută (4,22%)
Conform recensământului efectuat în 2021, populația comunei Slătioara se ridică la 2.912 locuitori, în creștere față de recensământul anterior din 2011, când fuseseră înregistrați 2.585 de locuitori. Majoritatea locuitorilor sunt români (96,46%), iar pentru 3,43% nu se cunoaște apartenența etnică. Din punct de vedere confesional, majoritatea locuitorilor sunt ortodocși (95,4%), iar pentru 4,22% nu se cunoaște apartenența confesională.

## Politică și administrație
Comuna Slătioara este administrată de un primar și un consiliu local compus din 11 consilieri. Primarul, Savu Ungureanu[*], de la Partidul Social Democrat, este în funcție din 2016. Începând cu alegerile locale din 2024, consiliul local are următoarea componență pe partide politice:
|  | Partid                    | Consilieri | Componența Consiliului | Componența Consiliului | Componența Consiliului | Componența Consiliului | Componența Consiliului | Componența Consiliului | Componența Consiliului |
|  | ------------------------- | ---------- | ---------------------- | ---------------------- | ---------------------- | ---------------------- | ---------------------- | ---------------------- | ---------------------- |
|  | Partidul Social Democrat  | 7          |                        |                        |                        |                        |                        |                        |                        |
|  | Partidul Național Liberal | 3          |                        |                        |                        |                        |                        |                        |                        |
|  | Nicu Adrian-Albert        | 1          |                        |                        |                        |                        |                        |                        |                        |

## Personalități
- Nifon Criveanu (1889 - 1970), arhiereu-vicar al Eparhiei Râmnicului - Noul Severin (1929-1933), episcop de Huși (30 noiembrie 1933 - 30 noiembrie 1939) și mitropolit al Olteniei (30 noiembrie 1939 - 20 aprilie 1945).